# 커먼큰귀박쥐
큰귀박쥐(common big-eared bat, Micronycteris microtis)는 주걱박쥐과(신세계잎코박쥐류)에 속하는 박쥐의 일종이다. 남아메리카와 중앙아메리카에서 발견된다. 신열대구 잎코박쥐류의 일종이다.